# Salut-Eniergija Biełgorod
Salut-Eniergija Biełgorod (ros. Футбольный клуб «Салют-Энергия» Белгород, Futbolnyj Kłub „Salut-Eniergija” Biełgorod) – rosyjski klub piłkarski z siedzibą w mieście Biełgorod.

## Historia
Chronologia nazw:
- 1960–1963: Cemientnik Biełgorod (ros. «Цементник» Белгород)
- 1964–1968: Spartak Biełgorod (ros. «Спартак» Белгород)
- 1969: Kotłostroitiel Biełgorod (ros. «Котлостроитель» Белгород)
- 1970–1991: Salut Biełgorod (ros. «Салют» Белгород)
- 1991–1992: Eniergomasz Biełgorod (ros. «Энергомаш» Белгород)
- 1993–1995: Salut Biełgorod (ros. «Салют» Белгород)
- 1996–1999: Salut-JuKOS Biełgorod (ros. «Салют-ЮКОС» Белгород)
- 2000–2014: Salut-Eniergija Biełgorod (ros. «Салют-Энергия» Белгород)

Piłkarska drużyna Cemientnik została założona w 1960 w mieście Biełgorod.
W 1960 zespół debiutował w Klasie B Mistrzostw ZSRR, w której występował dwa sezony.
W 1964 już jako Spartak Biełgorod występował w Klasie B Mistrzostw ZSRR, w której występował do 1989, z wyjątkiem sezonu 1970, kiedy to awansował do wyższej ligi.
W 1990 i 1991 występował w Drugiej Niższej Lidze.
W Mistrzostwach Rosji klub występował w 1992 w Pierwszej Lidze, a od 1993 w Drugiej Lidze, z wyjątkiem 1996, kiedy to zaliczył występ w Trzeciej Lidze. W 1999 klub spadł z Drugiej Dywizji, grupy Centralnej, aby po rocznej przerwie, powrócić do niej w 2001.
Od 2006 klub występuje w Pierwszej Dywizji.

## Sukcesy
- 12 miejsce w Klasie B ZSRR:

1968
- 1/32 finału w Pucharze ZSRR:

1969
- 9 miejsce w Rosyjskiej Pierwszej Lidze:

2007
- 1/16 finału w Pucharze Rosji:

2002, 2008, 2009